# Bataille de Lauffeld
Guerre de Succession d'Autriche
Batailles
- Mollwitz (04-1741)
- Chotusitz (05-1742)
- Sahay (05-1742)
- Prague (06/12-1742)
- Dettingen (06-1743)
- Cap Sicié (02-1744)
- 19 mai 1744
- Menin (05/06-1744)
- Ypres (06-1744)
- Furnes (07-1744)
- Fribourg (11-1744)
- Tournai (04/06-1745)
- Pfaffenhofen (04-1745)
- Fontenoy (05-1745)
- Hohenfriedberg (06-1745)
- Melle (07-1745)
- Gand (07-1745)
- Bruges (07-1745)
- Audenarde (07-1745)
- Termonde (08-1745)
- Ostende (08-1745)
- Nieuport (08/09-1745)
- Ath (09/10-1745)
- Soor (09-1745)
- Hennersdorf (11-1745)
- Kesselsdorf (12-1745)
- Culloden (04-1746)
- Mons (06/07-1746)
- Bruxelles (01/02-1746)
- Namur (09-1746)
- Charleroi (07/08-1746)
- Lorient (09/10-1746)
- Rocourt (10-1746)
- Cap Finisterre (1er) (05-1747)
- Lauffeld (07-1747)
- Bergen-op-Zoom (07/09-1747)
- Cap Finisterre (2e) (10-1747)
- Saint-Louis-du-Sud (03-1748)
- 18 mars 1748
- Maastricht (04/05-1748)

Campagnes italiennes
- Combat de Saint-Tropez (06-1742)
- Camposanto (02-1743)
- Villafranca (04-1744)
- Casteldelfino (07-1744)
- Velletri (08-1744)
- Madonne de l'Olmo (09-1744)
- Bassignana (09-1745)
- Josseau (10-1745)
- Plaisance (06-1746)
- Tidone (08-1746)
- Rottofreddo (08-1746)
- Gênes (1er) (12-1746)
- Gênes (2e) (07-1747)
- Assietta (07-1747)

La bataille de Lauffeld ou de Lauffeldt (parfois également orthographiée Lawfeld ou Lafelt, partie maintenant de Riemst en Belgique, juste à l'ouest de Maastricht, ou bataille de Maastricht, et encore bataille de Val) se déroule le 2 juillet 1747, pendant l'invasion française des Pays-Bas autrichiens, qui fait partie de la guerre de Succession d'Autriche. Le maréchal Maurice de Saxe mène l'armée française contre les forces combinées des gardes de l’Écosse, sous la bannière du duc de Cumberland, et des Provinces-Unies, combattant sous les ordres du prince d'Orange.

## Prélude
Le duc de Cumberland essaie d'anéantir un détachement de l'armée française, commandée par Gaspard de Clermont-Tonnerre, mais une marche forcée de Maurice de Saxe déjoue sa manœuvre. Cumberland est maintenant face à l'armée française tout entière. Le général Ligonier lui conseille d'occuper et de fortifier les villages sur une ligne de défense pour faire face à l'avancée alliée, mais il ignore ce conseil et compromet ainsi ses chances de succès.

## La bataille
De nouveau, comme à la bataille de Rocourt, les Autrichiens de l'aile droite refusent de se placer contre le flanc français ouvert. Les villages changent de mains plusieurs fois jusqu'à ce que Maurice de Saxe prenne le dessus. Les Néerlandais battent en retraite devant l'avance des Français qui menacent maintenant d'anéantir l'infanterie britannique. John Ligonier mène une charge de cavalerie, qui sauve l'armée alliée, mais il est capturé.

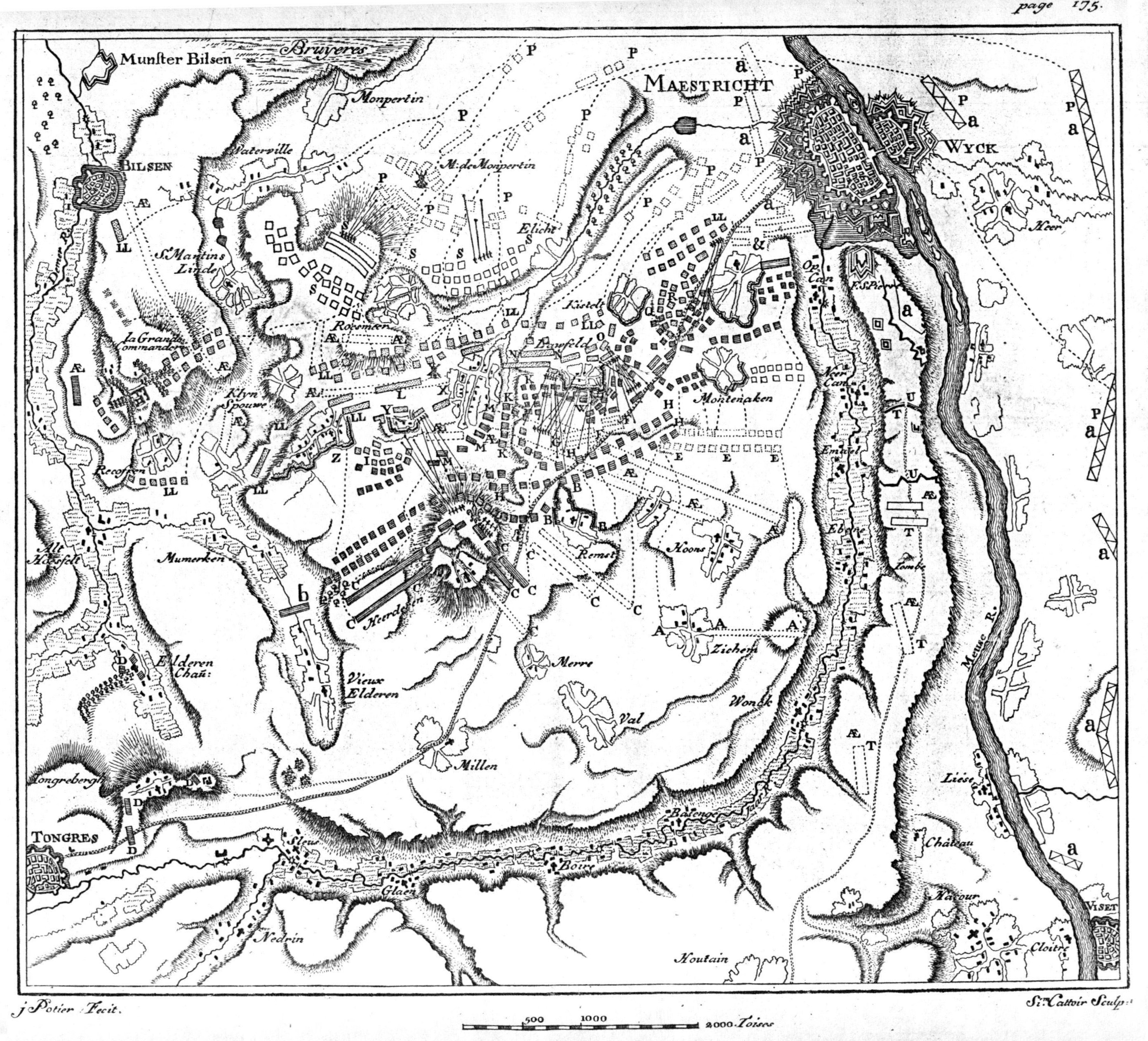
Plan de la bataille de Lauffeld
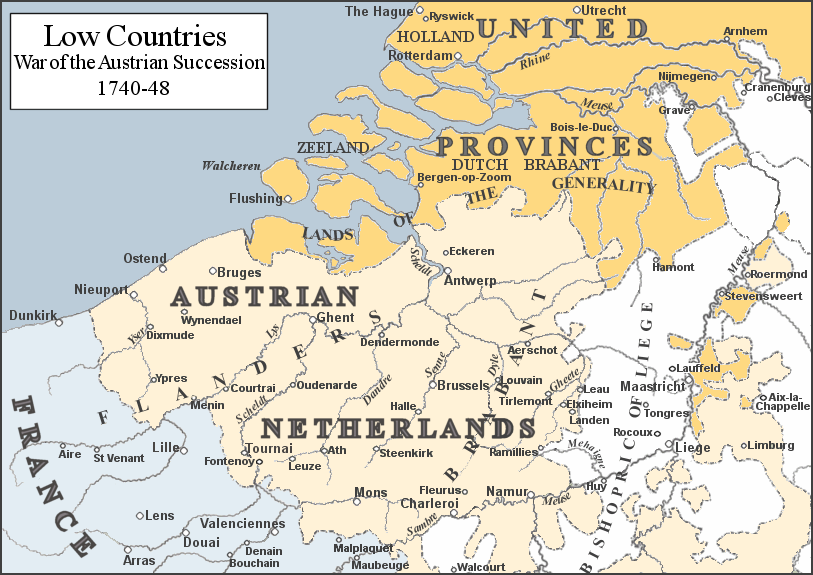
Carte des Pays-Bas en 1740. Lauffeld est situé au centre droit.
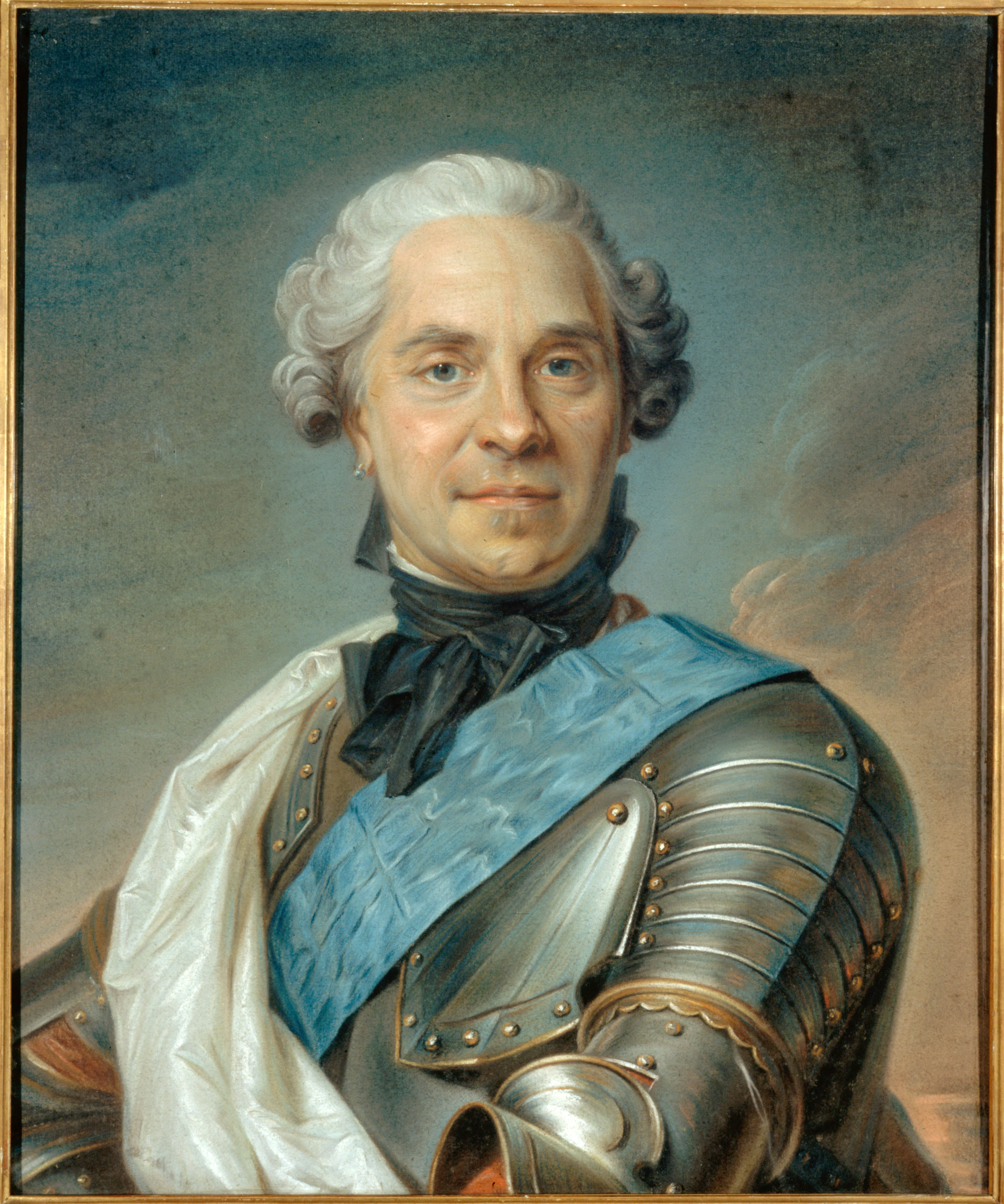
Le maréchal de Saxe, commandant des armées françaises

## Bilan
Célébrée par les Français, la victoire n'est cependant pas décisive. L'armée alliée n'est pas totalement défaite et retraite en bon ordre, laissant le champ de bataille aux Français, mais les  empêchant dans l'immédiat de capturer Maastricht. Maurice de Saxe envoie 30 000 hommes prendre la ville de Berg-op-Zoom pour conclure cette année de campagne.
À l'ouverture de la campagne de 1748, les Français investissent Maastricht, et après un bref siège, la ville tombe le 7 mai. Cette prise est déterminante dans le processus de paix commencé en avril. La guerre se termine en octobre avec le traité d'Aix-La-Chapelle.
Durant cette bataille, le colonel du régiment de Bonnac, François Armand d'Usson, marquis de Bonnac, y perd une jambe.

### Sources et bibliographie
- (en) Cet article est partiellement ou en totalité issu de l’article de Wikipédia en anglais intitulé « Battle of Lauffeld » (voir la liste des auteurs).
- Phillip Henry Stanhope, Lord Mahon, History of England From the Peace of Utrecht to the Peace of Versailles, Boston, 1853, vol. III.
- (en) Reed Browning, The War of the Austrian Succession, New York, St. Martin's Press, 1993, 445 p. (ISBN 0-312-12561-5)
- (en) David G. Chandler, The art of warfare in the age of Marlborough, Tunbridge Wells, Spellmount, 1990, 317 p. (ISBN 978-0-946-77142-4)
- (en) Francis Henry Skrine, Fontenoy and Great Britain's Share in the War of the Austrian Succession 1741-48, Londres, Edinburgh, 1906.
- (en) Tobias Smollett, History of England, from The Revolution to the  Death of George the Second, Londres, 1848, vol. II.
- Jean Bérenger et Jean Meyer, La France dans le monde au XVIIIe siècle, Paris, SEDES, coll. « Regards sur l'Histoire », 1993, 380 p. (ISBN 2-7181-3814-9)
- Garnier Jacques (dir.), Dictionnaire Perrin des guerres et des batailles de l'histoire de France, Paris, éditions Perrin, 2004, 906 p. (ISBN 2-262-00829-9)
- Lucien Bély, Les relations internationales en Europe au XVIIe – XVIIIe siècle, Paris, Presses universitaires de France, coll. « Thémis », 1992, 731 p. (ISBN 2-13-044355-9)
- André Zysberg, La monarchie des Lumières : 1715-1786, Paris, Éditions du Seuil, coll. « Points Histoire », 2002, 552 p. (ISBN 2-02-019886-X)
- Michel Antoine, Louis XV, Paris, Hachette, coll. « Pluriel », 1989, 1052 p. (ISBN 2-01-017818-1)